# Necrópolis de Las Chaperas
La necrópolis megalítica de Las Chaperas se localiza al sur del término municipal de Casabermeja (Provincia de Málaga, España), entre el arroyo de Chaperas y la margen izquierda del río Guadalmedina. 

## Descripción
El desconocimiento de otras estructuras megalíticas de enterramiento y la distancia existente entre las dos conocidas determinan su división en dos unidades distintas, denominadas: 
- a) Sepulcro de Las Chaperas I, situado en el cerro de Sara. Se encuentra compartimentado, distinguiéndose la cámara y su corredor, con dos sistemas de puertas que conforman dos tramos en el mismo. La cámara es de planta trapezoidal.

El sistema de construcción es mediante la apertura de una zanja en la que posteriormente se introducirían los ortostatos de pizarra, que se cubriría con un túmulo artificial, aunque no se ha podido constatar su existencia.
Entre los materiales arqueológicos localizados se hallaron escasos restos óseos humanos muy deteriorados, cerámicas hechas a mano, restos de sílex y un alfiler de hueso.
- b) Sepulcro de Las Chaperas II, situado en la ladera sur del cerro Mínguez.

Definido por su planta como sepulcro de corredor, realizado a base de ostostatos de pizarra, presenta una cámara rectangular, y en su entrada se localiza un pequeño atrio de acceso. En la zona media de la cámara se localizó una solería a base de piedras.
Entre los escasos materiales hallados durante la excavación arqueológica destacan útiles de sílex y fragmentos cerámicos hechos a mano.
Según los estudios realizados, el conjunto sepulcral de Las Chaperas habría que situarlo en el calcolítico, probablemente en sus fases más antiguas, cuyos paralelos de orden arquitectónico, apoyado también en los restos materiales localizados, lo asocian con la tipología megalítica de las zonas occidentales del sur de la península ibérica.